# Війна нескінченності
«Війна нескінченності» (англ. «Infinity War») — обмежена серія коміксів з шести випусків американського видавництва Marvel Comics у 1992 році. Серія коміксів написана Джимом Старліном, а намальована Роном Лімом, Ієном Лафліном, Елом Мілґромом, Джеком Мореллі та Крісті Шелі.
Сюжет є прямим продовженням серії «Рукавиця нескінченності» (англ. «The Infinity Gauntlet») 1991 року, за яким у 1993 році вийшов «Хрестовий похід нескінченності» (англ. «The Infinity Crusade»).

## Історія публікації
Історія мала додаткові тай-іни: «Alpha Flight» #110-112, «Captain America» #408, «Daredevil» #310, «Deathlok» #16, «Doctor Strange, Sorcerer Supreme» #42-47, «Fantastic Four» #366-370, «Guardians of the Galaxy» #27-29, «Marc Spector: Moon Knight» #41-44, «Marvel Comics Presents» #108-111, «The New Warriors» #27, «Nomad» #7, «Quasar» #38-40, «Silver Sable and The Wild Pack» #4-5, «Silver Surfer» #67-69, «Sleepwalker» #18, «Spider-Man» #24, «Warlock and the Infinity Watch» #7-10, «Wonder Man» #13-14.
Усі вони були опубліковані з липня по листопад 1992 року. «What The--?!» #20 — пародійна історія про боротьбу різних комедійних супергероїв проти "Бородавки нескінченності".

## Персонажі
- Месники
- Месники Західного узбережжя
- Фантастична четвірка
- Люди Ікс
- Ікс-Фактор
- Альфа-політ
- Нові воїни
- Патруль нескінченності
- Доктор Дум
- Канґ Завойовник
- Адам Ворлок
- Ґалактус
- Вічність

## Колекційні видання
Повноцінна історія була зібрана в єдину книгу на 400 сторінок.
| Назва              | У збірку входять...                                                                                | Дата публікації | ISBN               |
| ------------------ | -------------------------------------------------------------------------------------------------- | --------------- | ------------------ |
| «The Infinity War» | «The Infinity War» #1-6, «Warlock and the Infinity Watch» #7-10, «Marvel Comics Presents» #108-111 | Квітень 2006    | ISBN 0-7851-2105-6 |

## В інших медіа

### Фільми
- У жовтні 2014 року Marvel Studios анонсувала двосерійний фільм під назвами «Месники: Війна нескінченності. Частина перша» й «Месники: Війна нескінченності. Частина друга»[1][2] за сценарієм Крістофера Маркуса та Стівена Макфілі[3] та режисерами братів Руссо[4]. У серпні 2016 року Marvel Studios оголосила, що «Війна нескінченності» може бути й одним фільмом. Пізніше компанія відмовилася від своїх оригінальних планів на двосерійний фільм. Частина друга була перейменована в «Месники: Завершення»[5]. Руссо також розповіли, що всупереч назві, фільм не буде адаптацією цією сюжетної лінії, а переважно оснований на його попереднику «Рукавиця нескінченності»[6]. Фільм «Месники: Війна нескінченності»[2] вийшов 27 квітня 2018 року.

### Відеоігри
- Capcom адаптувала сюжетну лінію у відеогрі невдовзі після її випуску. «Marvel Super Heroes In War of the Gems» вийшла в 1996 році для Super Nintendo Entertainment System[7].
- Відеогра 2019 року «Marvel Ultimate Alliance 3: The Black Order» (ребут ігор «Marvel: Ultimate Alliance» і «Marvel: Ultimate Alliance 2») використовує елементи сюжетної лінії «The Infinity War».